# Sebaa Rouadi
Sebaa Rouadi (franska: Sebaa Rouadi (CR), Sebaa Rouadi (Commune Rurale), arabiska: المنزل (البلدية)) är en kommun i Marocko.   Den ligger i provinsen Moulay Yacoub och regionen Fès-Meknès, i den nordöstra delen av landet, 160 km öster om huvudstaden Rabat. Antalet invånare är 20 695.